# 毛背猫乳
毛背猫乳（学名：Rhamnella julianae）为鼠李科猫乳属下的一个种。

## 扩展阅读
- 維基物種上的相關：毛背猫乳